# Erdélyi Attila
Erdélyi Attila (Budapest, 1934. május 1. – Párizs, 1971. május 6.) magyar festőművész, szobrász.

## Élete
Szarvason, édesanyja szülővárosában, nagyanyja otthonában nőtt fel. Középiskolai tanulmányait 1950-től a Képző- és Iparművészeti Gimnáziumban, Somogyi József osztályában végezte, majd 1955-től a Képzőművészeti Főiskola szobrász szakán tanult. Kondor Béla barátja volt. 
1956-ban disszidált, előbb Párizsba ment, majd két évig Stuttgartban tanult. 1959-ben visszatért Párizsba, ahol festőként és grafikusként, illetve szobrászkivitelezőként is dolgozott. 1965-től 1967-ig Spanyolországban építészeti vállalkozó volt André Bloch építész munkatársaként, majd ismét Párizsban telepedett le, ahol betegsége miatt fiatalon bekövetkezett haláláig alkotott.
Művészetét főleg fájdalmasan vánszorgó vagy vergődő emberek, embertömegek expresszív lendülettel és komor színekkel való ábrázolása jellemezte, elsősorban az emberi alak  és az emberi alak ábrázolt formája, stílusa által közvetített gondolatok érdekelték. Nevéhez fűződnek Parancs János 1963-ban megjelent Félálom c. verseskötetének illusztrációi. 
Halála után 1976-ban hagyatéka nagy része Szarvasra került, ahol édesanyja felajánlásából először 1978-ban állították ki műveit, alkotásai később több emlékkiállításon jelentek meg. Rajzai 1979-ben Czipri Éva verseivel egy kötetben jelentek meg Békéscsabán.